# Adile Eugène Mulle de ter Schueren
Adile Eugène Marie Ghislain Mulle de ter Schueren (Tielt, 12 juli 1827 - Gent, 16 november 1914) was een Belgisch volksvertegenwoordiger en senator.

## Biografie

### Familie
Adile Mulle was een zoon van Emile Mulle (1798-1886) en Adilie Vandermeulen (1803-1875). Zijn vader werd verkozen om lid te zijn van het Nationaal Congres in 1830, maar weigerde. Hij kreeg adelbevestiging in 1843 en mocht, samen met zijn nakomelingen vanaf 1870 de ter Schueren aan zijn familienaam toevoegen.
Hij trouwde in 1854 in Brussel met Marie-Caroline Coghen (1832-1870), dochter van graaf Jacques Coghen, minister van Financiën, volksvertegenwoordiger, senator en gemeenteraadslid van Brussel. Hij was de schoonbroer van parlementsleden Théodore Mosselman du Chenoy en Augustin Licot. Ze kregen een zoon en twee dochters.
- Marguerite Mulle de ter Schueren (1855-1932), trouwde in 1874 in Tielt met Ildefonse-Louis Malou (1847-1906). Ze kregen een zoon en twee dochters, met afstammelingen tot heden.
- Adile Jacques Mulle de ter Schueren (1857-1932), advocaat, provincieraadslid van West-Vlaanderen en senator, trouwde in 1884 in Elsene met Louise Calmeyn (1859-1932). Ze kregen een zoon en een dochter, met afstammelingen tot heden.

### Loopbaan
Mulle was gemeenteraadslid van Tielt van 1863 tot 1895.
Hij was katholiek lid van het Belgisch parlement van 1868 tot 1912 voor het arrondissement Tielt en het arrondissement Roeselare-Tielt, als volgt:
- volksvertegenwoordiger van 1863 tot 1884,
- senator van 1888 tot 1900,
- senator van 1900 tot 1912.